# کارگیل گیلستن نات
کارگیل گیلستن نات (انگلیسی: Cargill Gilston Knott؛ زاده ۳۰ ژوئن ۱۸۵۶ درگذشته ۲۶ اکتبر ۱۹۲۲) یک دانشمند بود.